# Păstren
Păstren (bulgariska: Пъстрен) är ett distrikt i Bulgarien.   Det ligger i kommunen Obsjtina Opan och regionen Stara Zagora, i den centrala delen av landet, 210 km öster om huvudstaden Sofia.